# Ґебо

Гебо

Гебо (англ. Gebo) — сьома руна германського Старшого (першого) Футарка. Назва руни означає «дар».
Пряме примордиальне значення: Подарунок в обох сенсах, як жертовність, так і щедрість, що символізує життєву міру (або рівновагу). Відноситься до всіх різновидів зв'язків та взаємовідносин типу ділових контрактів, особистих взаємозв'язків та партнерських зв'язків.
Протилежне до нього примордиальне значення (гебо не може бути повернено назад, проте може залишатися в опозиції): Образа, самотність, залежність, наджертовність. Обов'язок, побори, недостойність, невдячність.

## Кодування
| Unicode UTF-16   | U+16b7                   |
| назва по Unicode | RUNIC LETTER GEBO GYFU G |
| HTML             | &#5815;                  |